# Politechnika (Gliwice)
Politechnika – dzielnica miasta Gliwice od lutego 2008 roku.

## Informacje ogólne
Dzielnica jest położona we wschodniej części miasta. Przez jej obszar przepływają rzeki: Kłodnica oraz Bytomka.
Na terenie dzielnicy położona jest między innymi Politechnika Śląska, Kuria Diecezjalna i Plac Krakowski, który jest miejscem imprez i koncertów.
W 2018 roku otwarta została hala widowiskowo-sportowa Arena Gliwice.

## Kościoły i kaplice
Kościoły rzymskokatolickie:
- Kościół św. Michała Archanioła

## Edukacja
Gimnazja:
- Gimnazjum Numer 14 w ZSO–10

Licea ogólnokształcące:
- I Liceum Ogólnokształcące w ZSO–10

## Turystyka
Przez obszar osiedla wytyczono następujące szlaki turystyczne:
- - Szlak Husarii Polskiej
- - Szlak Krawędziowy GOP

## Transport
Przez osiedle przebiega Drogowa Trasa Średnicowa (Gliwice-Katowice).

## Galeria

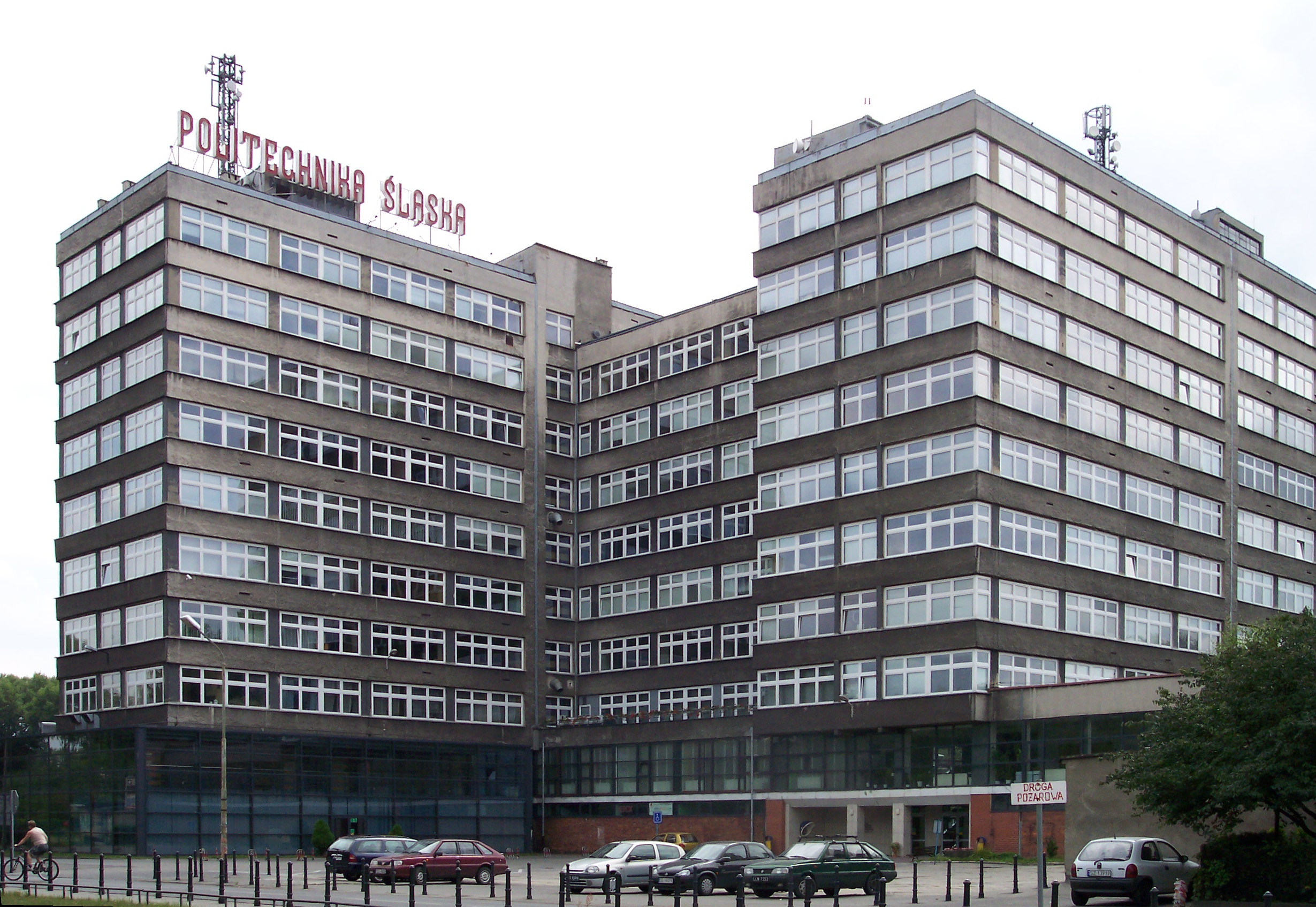
Politechnika - Politechnika Śląska - Wydział Automatyki, Elektroniki i Informatyki
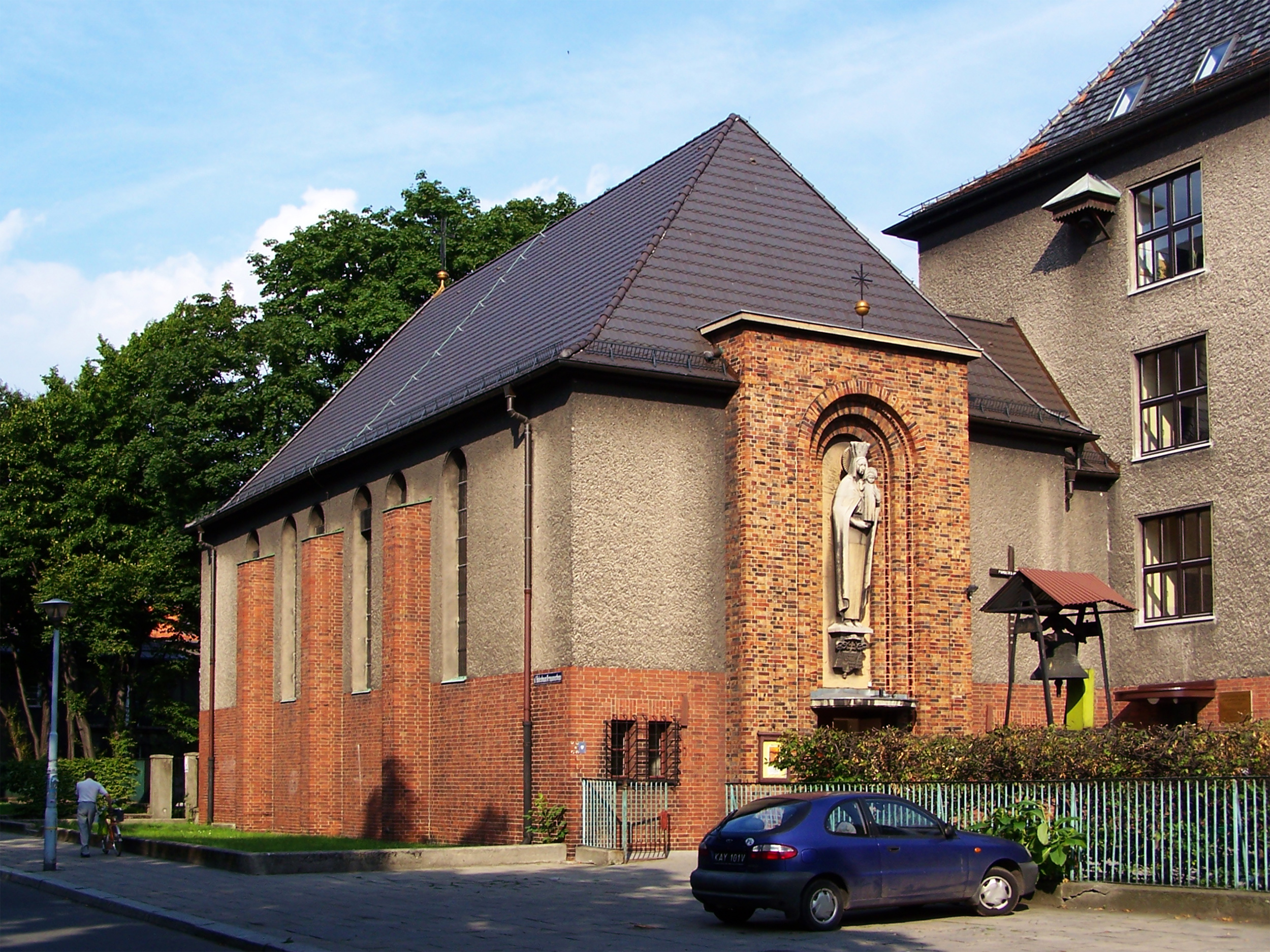
Politechnika - Kościół św. Michała Archanioła
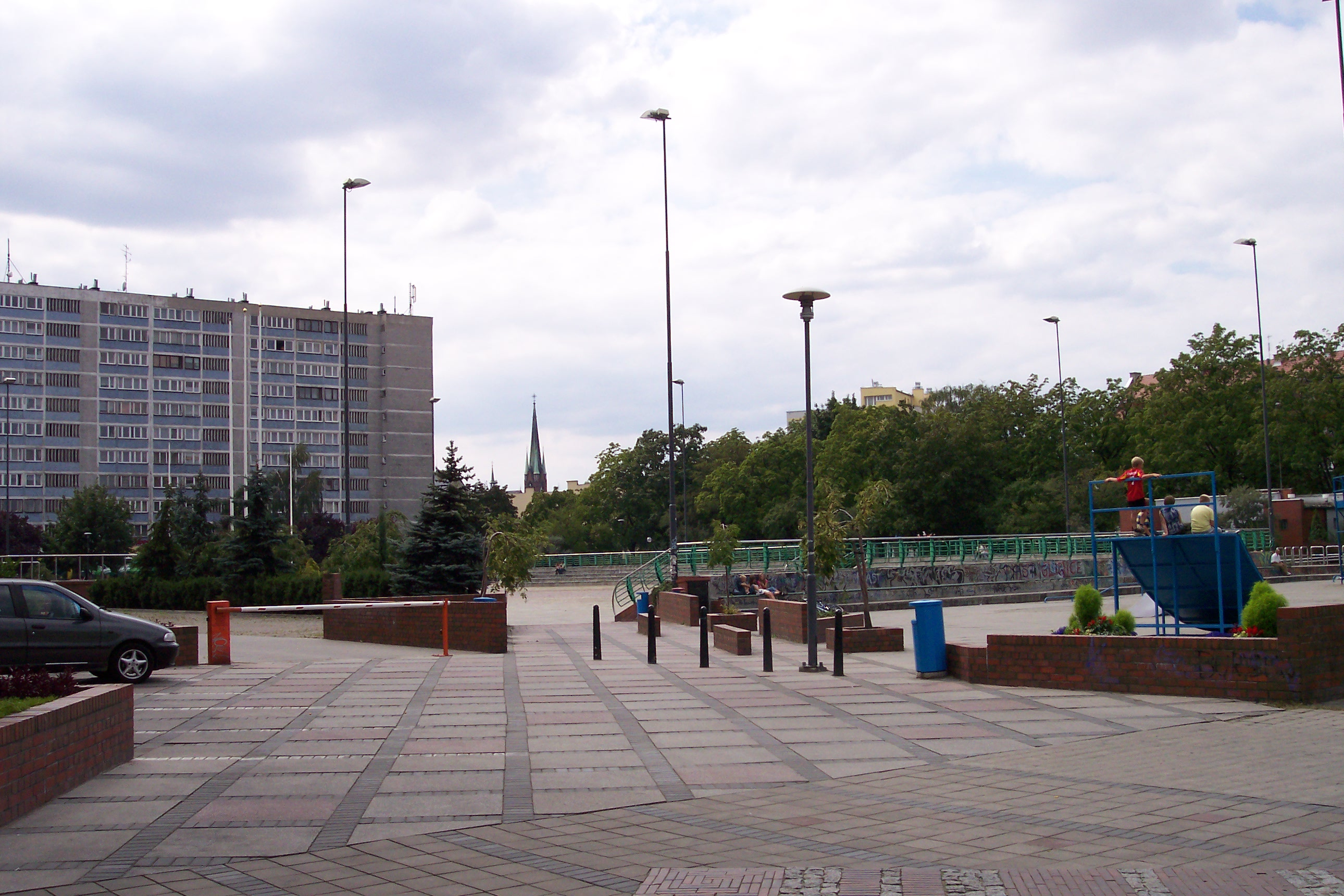
Politechnika - Plac Krakowski